# Embden (Maine)
Embden es un pueblo ubicado en el condado de Somerset en el estado estadounidense de Maine. En el Censo de 2010 tenía una población de 939 habitantes y una densidad poblacional de 8,34 personas por km².

## Geografía
Embden se encuentra ubicado en las coordenadas 44°55′32″N 69°55′59″O / 44.92556, -69.93306. Según la Oficina del Censo de los Estados Unidos, Embden tiene una superficie total de 112.64 km², de la cual 102.5 km² corresponden a tierra firme y (9%) 10.14 km² es agua.

## Demografía
Según el censo de 2010, había 939 personas residiendo en Embden. La densidad de población era de 8,34 hab./km². De los 939 habitantes, Embden estaba compuesto por el 97.55% blancos, el 0.43% eran afroamericanos, el 0.43% eran amerindios, el 0.21% eran asiáticos, el 0% eran isleños del Pacífico, el 0.64% eran de otras razas y el 0.75% pertenecían a dos o más razas. Del total de la población el 1.17% eran hispanos o latinos de cualquier raza.